# Šlikové
Šlikové (též Schlikové, s predikátem z Holíče a Pasounu, německy zu Bassano und Weißkirchen) jsou český šlechtický rod významný především v 15. a 16. století. Původně měšťanská rodina z Chebu vynikla v osobě kancléře Kašpara Šlika a získala značný majetek. Později rod ovládal značnou část severozápadních Čech (Loketsko, Chebsko) a jako první z Českého království obdržel říšský hraběcí titul (1437). Moc rodu ještě vzrostla počátkem 16. století s objevem ložisek stříbra v Krušných horách a získáním práva razit vlastní mince. Přijetím luteránské víry a vlivem přesahujícím hranice Českého království se několikrát dostali do konfliktu s Habsburky, o značnou část majetku přišli po porážce stavovského povstání v roce 1547. Většina členů rodu se zapojila i do dalšího stavovského povstání v letech 1618–1620, poté došlo k likvidaci majetkového zázemí v západních Čechách a nejslavnější příslušník rodu Jáchym Ondřej Šlik byl popraven. Do služeb Habsburků tehdy vstoupil jediný člen rodu, pozdější polní maršál Jindřich Šlik, který založil novou doménu ve východních Čechách. Poměrně velký majetek si jeho potomci udrželi až do 20. století, znovu se uplatnili i ve státních službách. Dnes rodině náleží již jen část bývalého rozsáhlého majetku na Jičínsku (Jičíněves, Vokšice).
Do světových dějin peněžnictví se Šlikové zapsali vznikem výrazu dolar, které má etymologický původ v názvu jáchymovských tolarů ražených na jejich panství v Jáchymově v 16. století.

## Historie

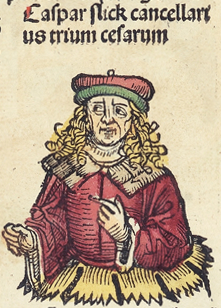
Kašpar Šlik v Norimberské kronice

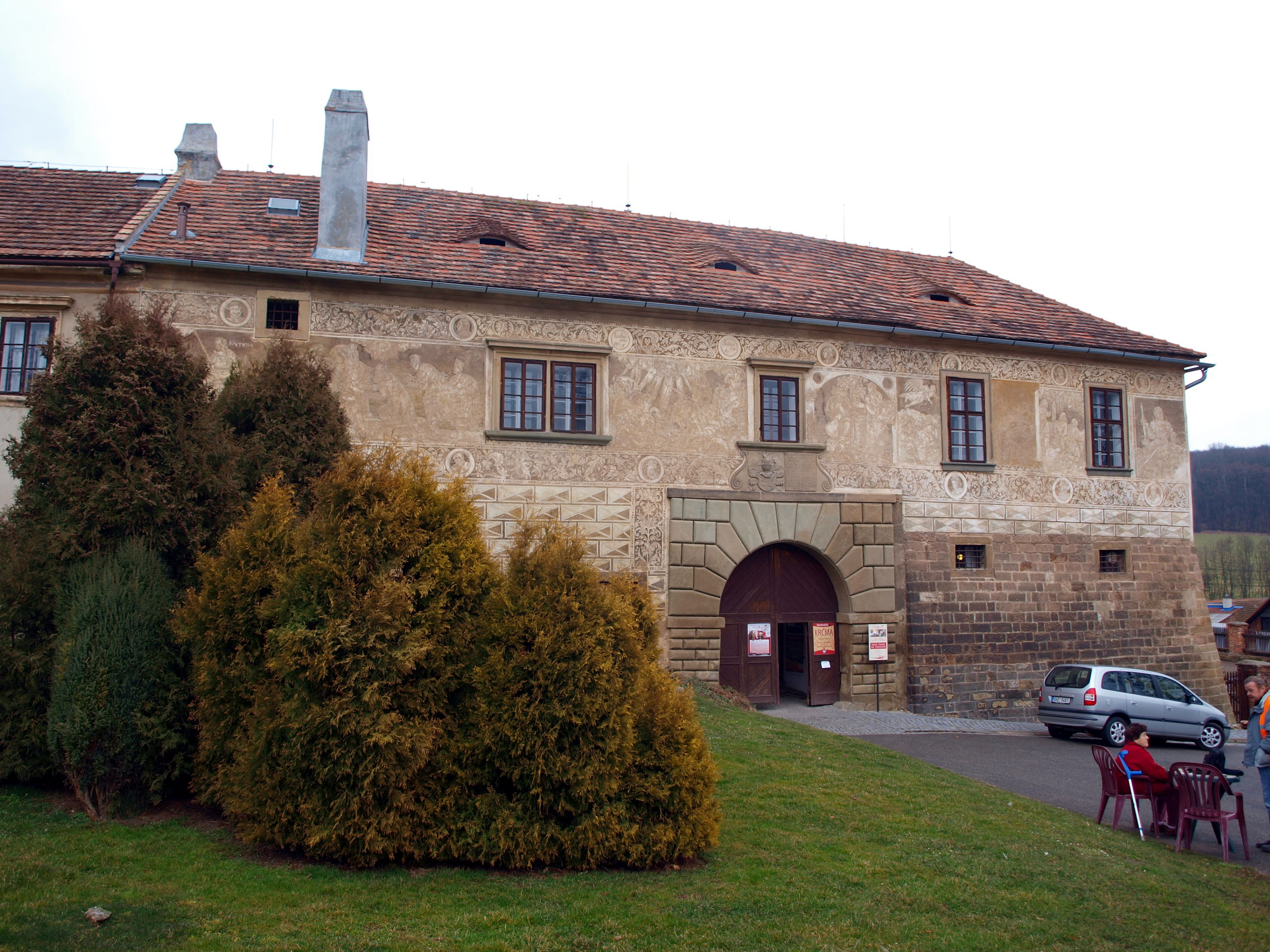
Hrad a zámek Staré Hrady

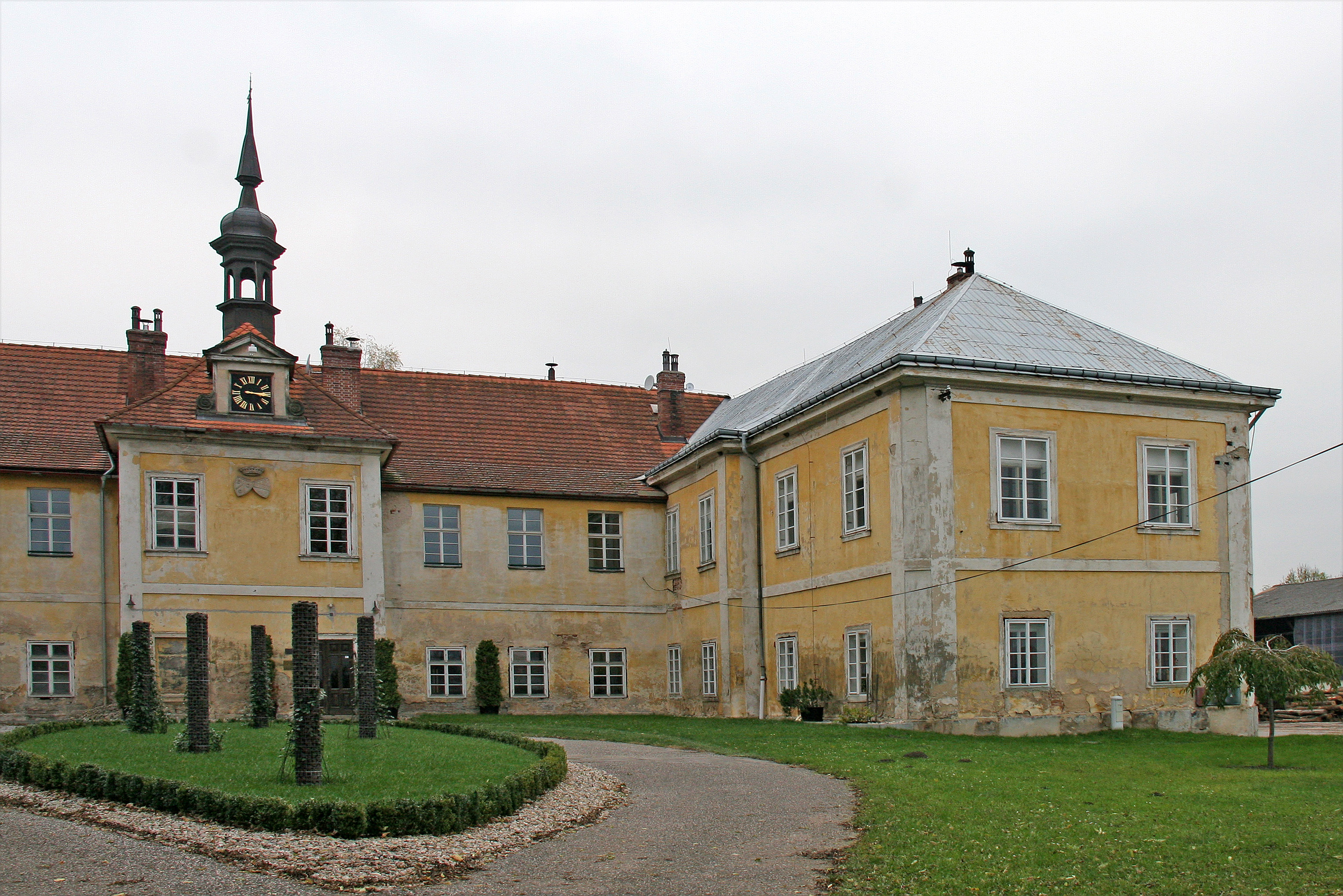
Zámek ve Vokšicích

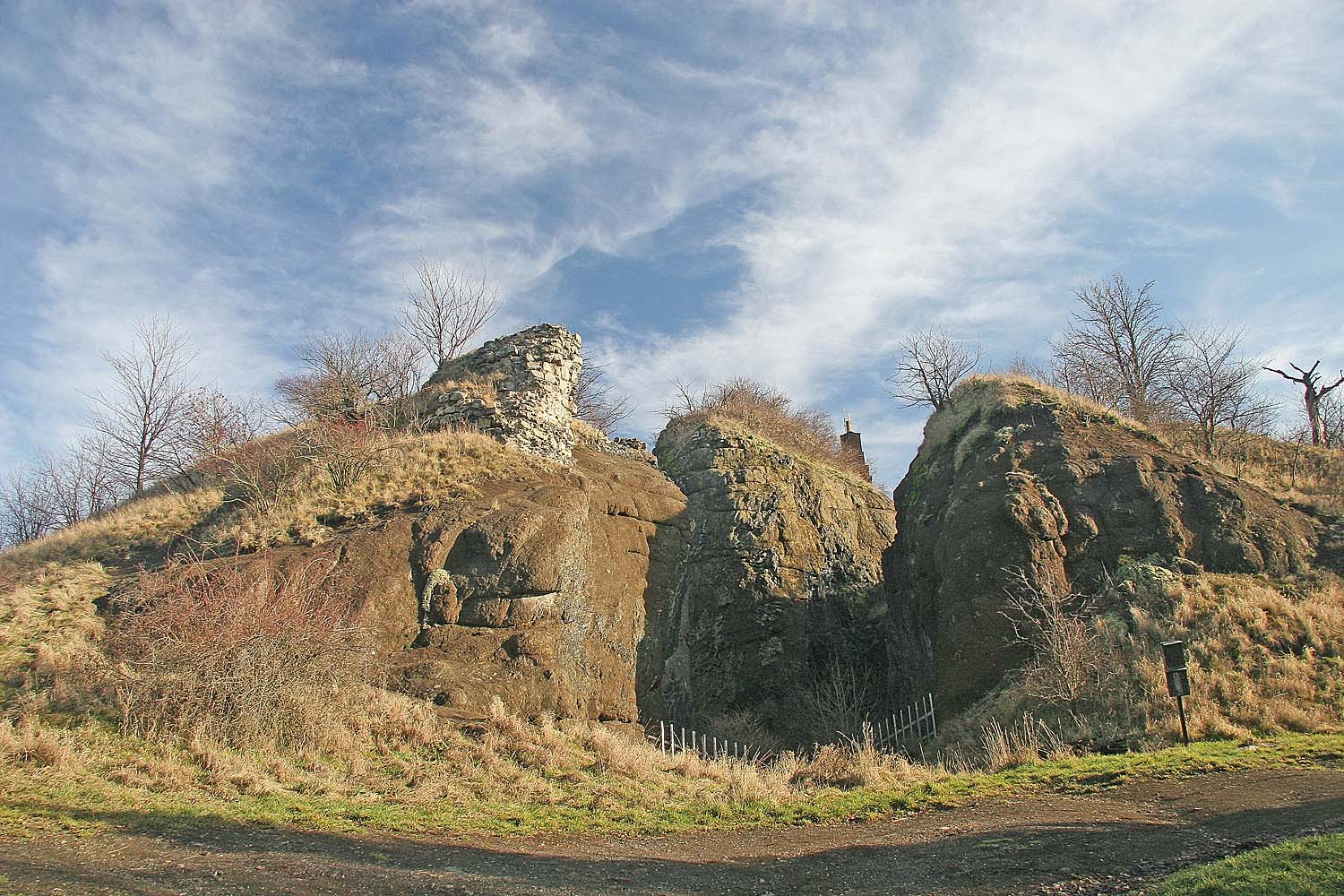
Zbytky hradu Veliš

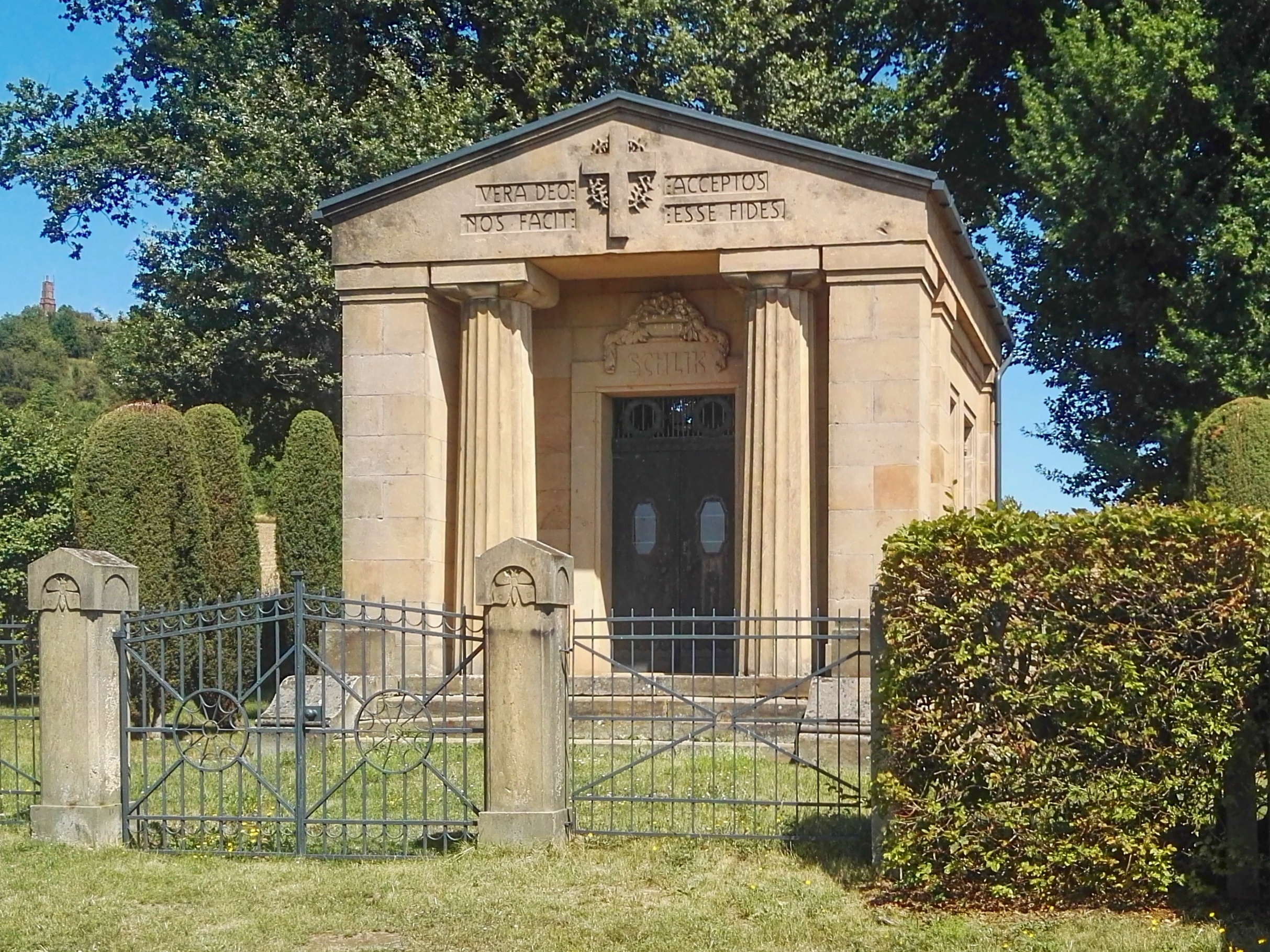
Rodinná hrobka ve Veliši

Původ rodu je pravděpodobně v oblasti Fojtska v dnešním Sasku na hranici Čech. Ve 14. století se stali měšťany v Chebu a Kašpar (před 1400–1449) byl skutečným zakladatelem věhlasu a bohatství rodu. Na Boloňské univerzitě získal titul doktora práv, poté se vrátil do vlasti a sloužil králi Zikmundovi Lucemburskému, kterého doprovázel na cestách do Kostnice či Basileje. Stal se jeho sekretářem, v roce 1422 jej Zikmund povýšil do panského stavu. V roce 1427 se stal pronotářem, poté vicekancléřem a v roce 1433 říšským kancléřem. Byl jmenován palatinem a povýšil do říšského hraběcího stavu s predikátem „z Bassana“. V roce 1438 byl tento predikát rozšířen Albrechtem Habsburským ještě o Holíč. Dědičně získal panství Bassano Vicentino v severní Itálii, Sokolov, Holíč na západním Slovensku, dále také statky na Chebsku a Loketsku. Loketští a karlovarští měšťané bojovali proti tomuto postavení, k nim se připojily i zájmy saského kurfiřta a pánů z Plavna. S oběma stavy vedli Šlikové domácí válku. Je pravděpodobné, že Kašpar některá privilegia zfalšoval, nejvíce jsou zpochybňovány tituly z Pasounu i Holejče (Holíče), které obdržel těsně před Zikmundovou smrtí resp. krátce po ní.

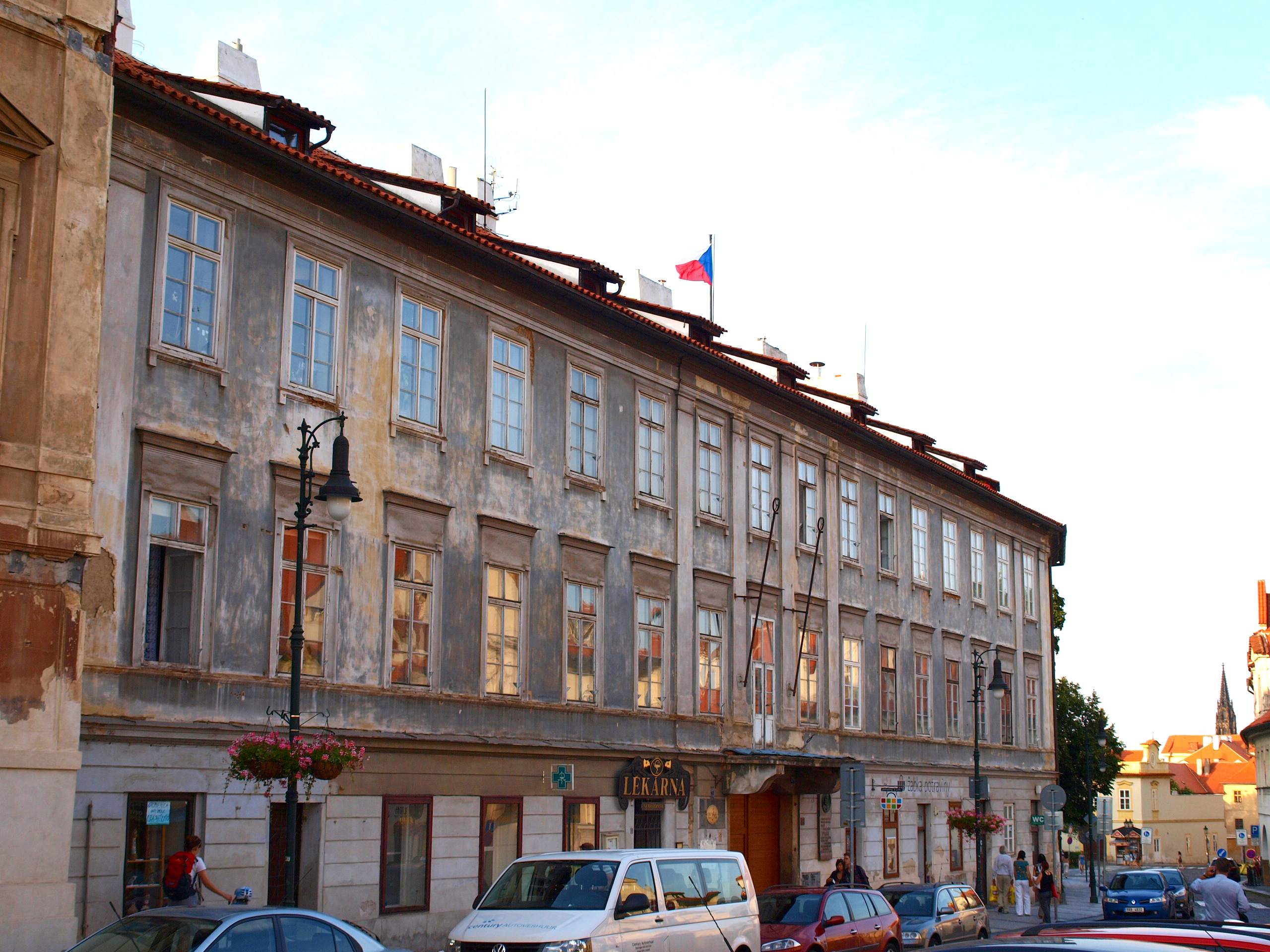
Šlikovský palác na pražském Pohořelci

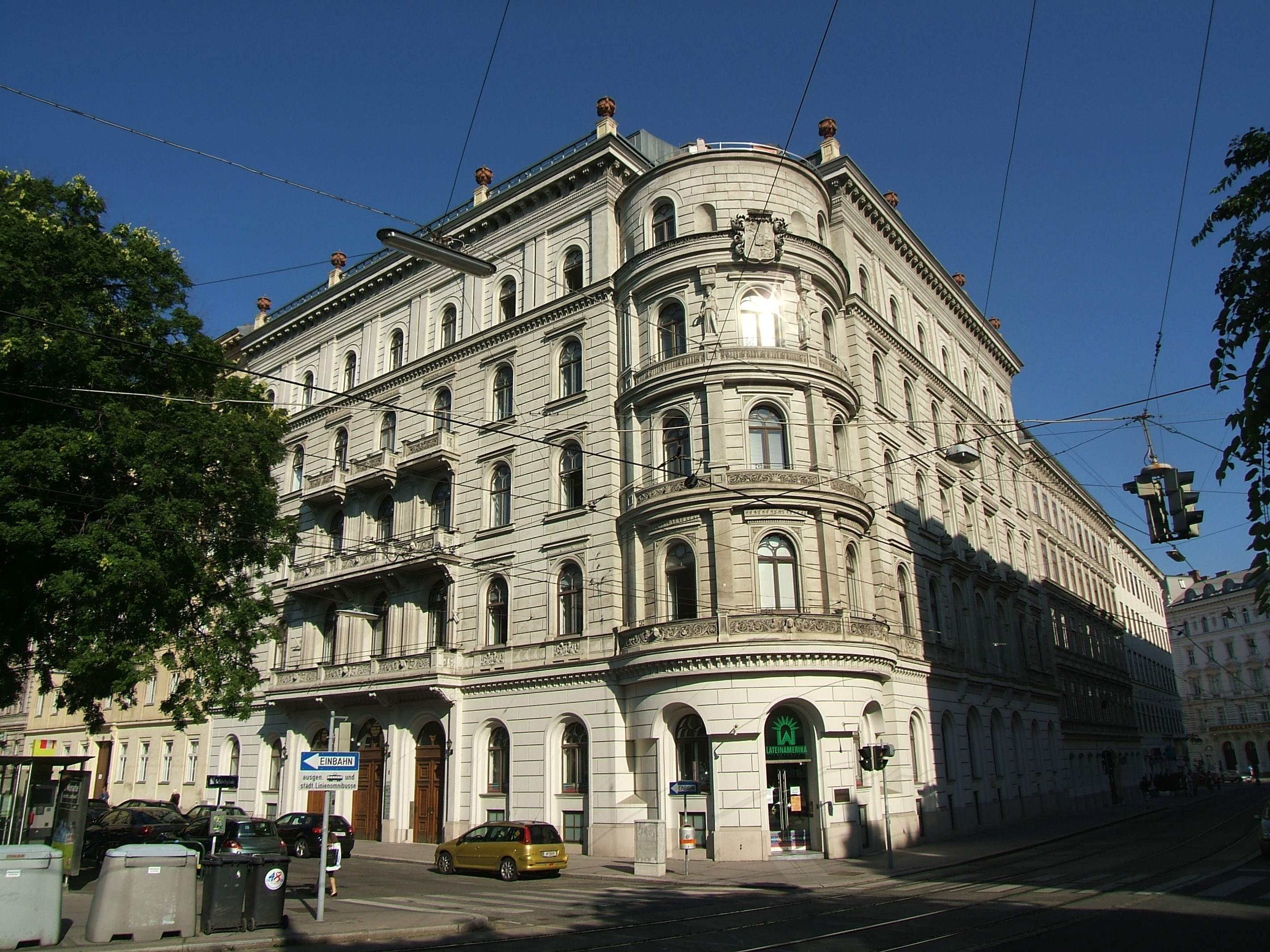
Šlikovský palác ve Vídni (Türkenstrasse 25)

Více než dvacet let trvaly boje měšťanů v Lokti proti Šlikům, kteří byli zástavními pány královského města Loket. Bratři Šlikové Loket dobyli se saskou pomocí v roce 1504, ale zemský soud v Praze rozhodl, že Šlikové musí vrátit měštanům jejich zkonfiskované majetky a umožnit jim pobyt ve městě. Rozsudek soudu byl vynucen vojskem českých stavů, které vytáhlo proti Šlikům.

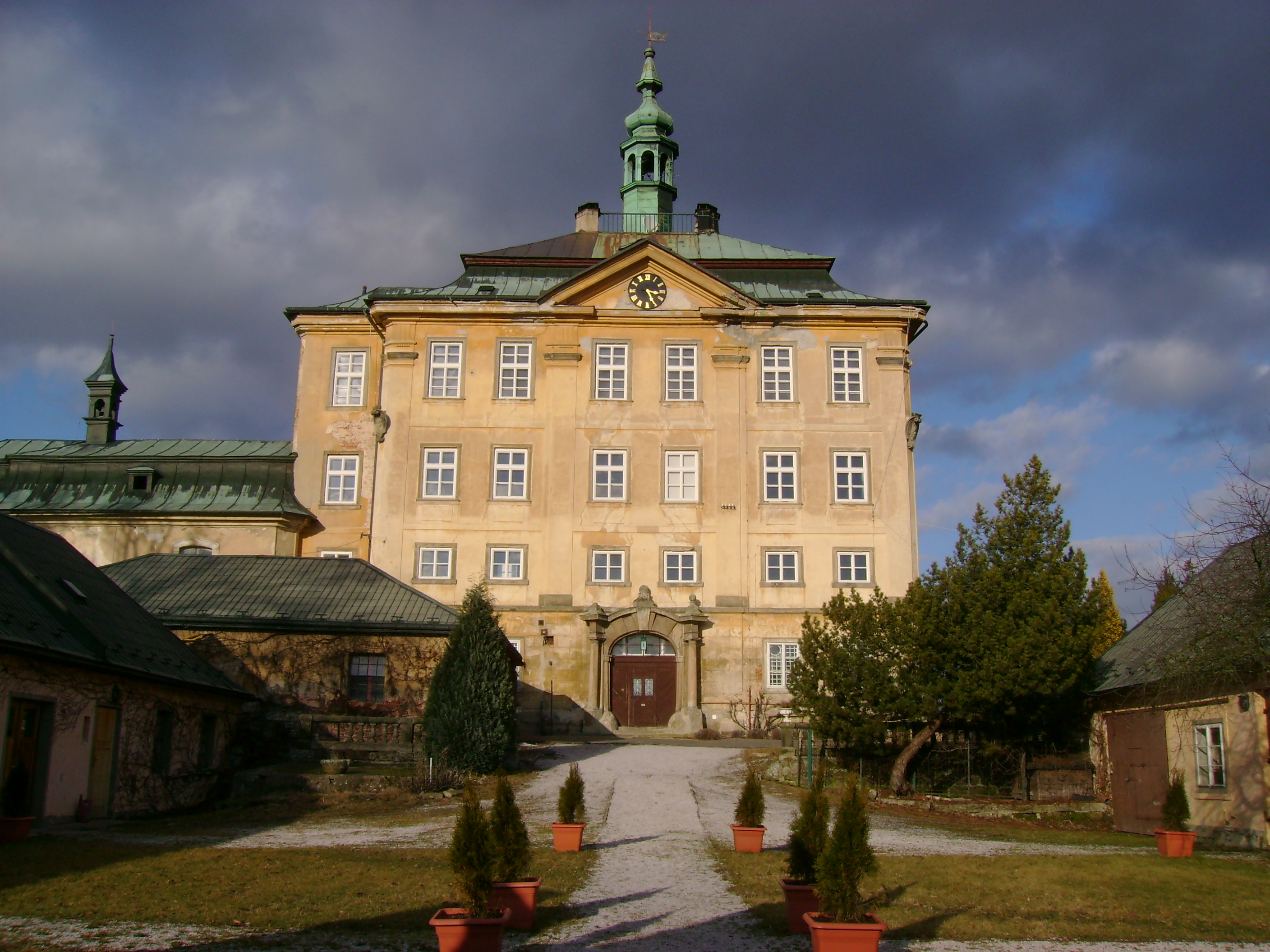
Zámek Jičíněves, který byl po roce 1989 navrácen rodině Šliků

V roce 1516 se objevila na šlikovských statcích bohatá ložiska stříbrné rudy. Štěpán Šlik (1487–1526) založil město Jáchymov, kde začal razit tolary (27,20 gramů čistého stříbra), díky nimž rodina vešla ve známost po celé Evropě. Finanční problémy vedly Ferdinanda I. k zásahům proti Šlikům. Roku 1528 se mu podařilo získat zpět mincovní regál. Ražba se prováděla nadále v královské mincovně v Jáchymově, Šlikům náležel jen podíl na zisku z vytěženého stříbra. Těžbu stříbra si nadále ponechávali Šlikové ve svých rukou. Ztráta mincovního regálu a dalších výsad přivedla Šliky k odbojné české šlechtě proti králi. Po porážce jim některé statky byly zkonfiskovány a museli k tomu ještě zaplatit vysoké pokuty.
Přesto i poté zastávali významné úřady, Albrecht se stal nejvyšším hejtmanem českého vojska, Vavřinec působil jako hejtman Starého Města pražského, Jáchym byl fojtem v Horní Lužici a v letech 1558–1560 z postu prezidenta řídil českou komoru. Připojili se k odbojným stavům. Jindřich Šlik řídil pluk moravských stavů během bitvy na Bílé hoře. Kryštofa zvolili stavovským direktorem.[zdroj?]
Jáchym Ondřej Šlik (1569–1621) od roku 1606 působil jako ředitel konzistoře podobojí, angažoval se v bojích o Rudolfův majestát. Odmítl přijmout Ferdinanda II. na českém trůně. Patřil mezi hlavní vůdce protihabsburské opozice, stal se jejich hlavním mluvčím. Po zvolení Fridricha Falckého českým králem převzal post nejvyššího zemského sudího a fojta v Horní Lužici, po porážce na Bílé hoře se uchýlil na panství Redernů ve Frýdlantu, kde jej na rozkaz saského kurfiřta Johanna Georga I. zajali a předali císaři. Jako první vstoupil 21. června 1621 na lešení s popravčím špalkem na Staroměstském náměstí.

## Dějiny rodu v 17.–20. století
Jindřich Šlik (1580?–1650) od mládí bojoval jako profesionální voják v různých armádách, za stavovského povstání byl plukovníkem stavovského vojska a v bitvě na Bílé hoře padl do zajetí. Později ale konvertoval ke katolicismu a vstoupil do císařských služeb, v nichž nakonec dosáhl hodnosti polního maršála (1627). V letech 1632–1650 byl prezidentem dvorské válečné rady a v roce 1644 získal Řád zlatého rouna. Jako jediný ze Šliků obhájil v pobělohorské době nároky na rodový majetek v západních Čechách (Planá u Mariánských Lázní, Horní Hrad), především ale položil základy nového bohatství ve východních Čechách (Kopidlno, Veliš), které pak potomkům patřilo až do 20. století. V Kopidlně nechal na základech bývalé tvrze postavit zámek, který se stal trvalým sídlem od 18. století po výstavbě zámku v Jičíněvsi. Šlikové pobyty na těchto dvou zámcích střídali. Po svém „obrácení“ získal Jindřich Šlik zpět i mincovní právo a v Plané nechal (místo vyhlášeného jáchymovského tolaru) razit stříbrné annenské tolary k poctě matky Panny Marie.
Jindřichův syn František Arnošt Šlik (1623–1675) původně vstoupil do řádu kartuziánů, ale jako jediný dědic otcova majetku nakonec převzal rodové jmění a později zastával i zemské úřady. V úspěšné rodové kariéře pokračovali i jeho synové; starší František Josef (1656–1740) byl prezidentem české královské komory (1692–1718), mladší Leopold Antonín (1663–1723) dosáhl nejprve v armádě hodnosti polního maršála a později byl nejvyšším kancléřem Českého království (1713–1723). Mezi těmito bratry došlo k soudnímu sporu o dědictví, oba ale dočasně i dlouhodobě přispěli k dalšímu rozšiřování majetku. Leopoldův syn František Jindřich (1696–1766) zastával funkci nejvyššího maršálka Českého království, kvůli dluhům ale přišel o část majetku (Radim).
Z dalších generací vynikl František Josef Jindřich (1789–1862), který od mládí sloužil v armádě a v bitvě u Lipska přišel o oko, později dosáhl hodnosti generála jízdy a v roce 1848 byl vojenským guvernérem v Krakově. Jeho vnuk František (1854–1925) kvůli nerovnorodému sňatku přišel v soudním sporu o značnou část dědictví (Staré Hrady, Kopidlno) a uhájil jen jeho menší část (Jičíněves).
V září 1939 se připojilo k Národnostnímu prohlášení české šlechty hned pět členů rodu: Jindřich Maria Schlik (1875–1957) a jeho synové František (1914–2005), Zikmund (1916–1988), Jindřich (1916–2004) a Ondřej (1917–1942). Po roce 1948 byl majetek rodině zkonfiskován, ale rodina přesto zůstala v Čechách. Až po roce 1968 zůstali v zahraničí František (1914–2005) a Jindřich (1916–2004). Po roce 1989 byly některé majetky potomkům rodu navráceny.

## Vývoj majetkových poměrů v 17.–20. století

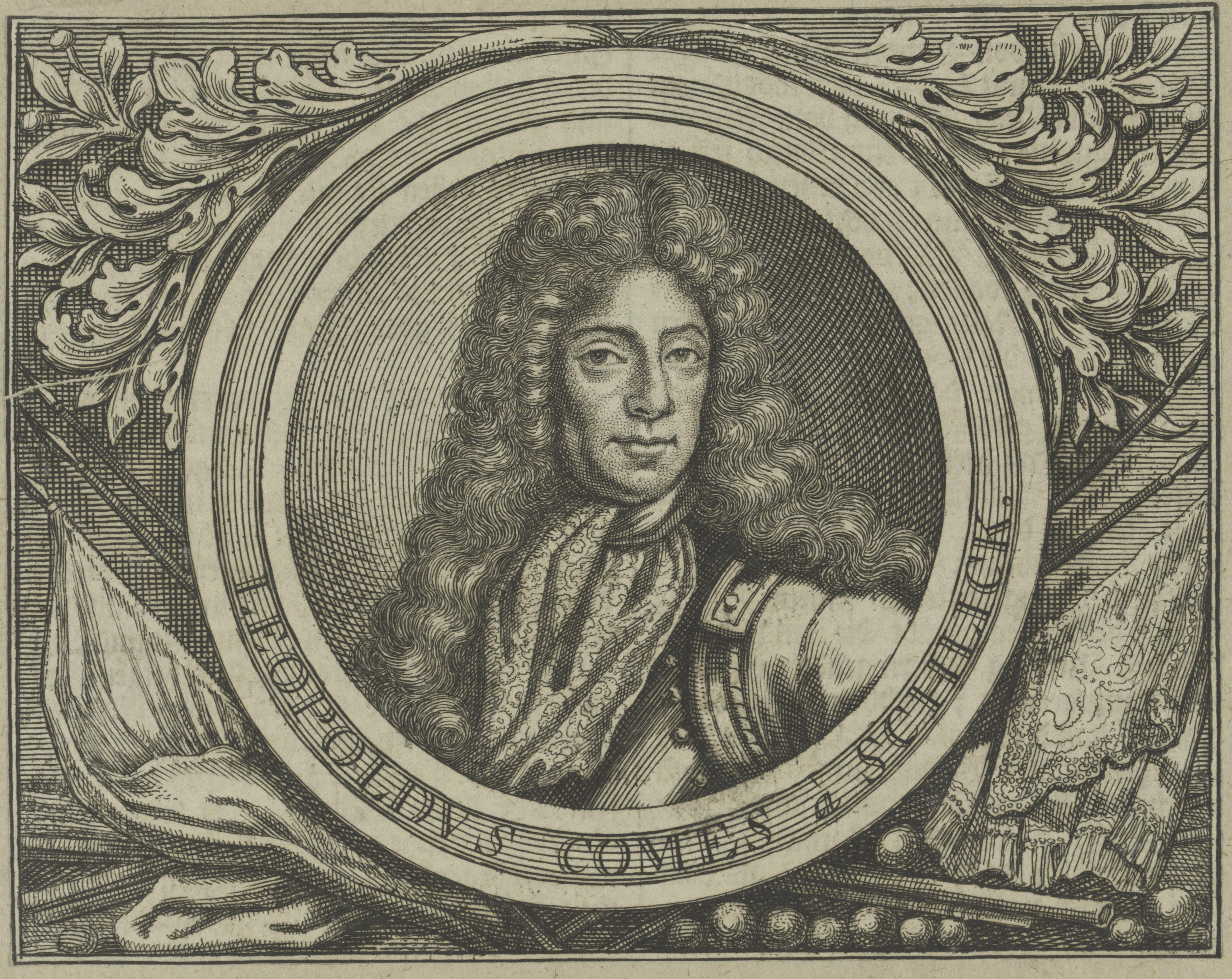
Leopold Antonín Šlik (1663–1723), český nejvyšší kancléř

Zakladatel jediné pobělohorské větve Šliků, polní maršál Jindřich Šlik (1580–1650), získal nejprve majetek v západních Čechách, když v roce 1624 po svém bratranci Kašparu IV. Šlikovi zdědil panství Planá u Mariánských Lázní, z Kašparovy pozůstalosti pak ještě koupil Horní Hrad. Mezitím koupil také panství Ivanovice na Hané konfiskované Bukůvkům z Bukůvky. Z majetku Albrechta z Valdštejna obdržel do dědičného vlastnictví ve východních Čechách Veliš a Staré Hrady, a protože se mu na Jičínsku zalíbilo, zdejší statky rozšířil o Kopidlno, které v roce 1638 získal směnou s Ditrichštejny za Ivanovice na Hané. V roce 1638 koupil také Šlikovský palác v Praze.
Jindřichův nástupce František Arnošt (1623–1675) se musel vypořádat s otcovým odkazem 50 000 zlatých jezuitské koleji v Chebu. Chebským jezuitům nabídl náhradou za hotovost panství Horní Hrad, s tím se ale jezuité nespokojili, takže František Arnošt nakonec po dlouhém soudním sporu Horní Hrad prodal (1663), aby se s chebskou jezuitskou kolejí mohl finančně vyrovnat. Na úhradu dalších dluhů krátce nato prodal i Planou (1665) hrabatům ze Sinzendorfu. Prodejem Plané definitivně končí historie Šliků v západních Čechách.
V zájmu zachování celistvosti rodového majetku vytvořil František Arnošt z východočeských statků fideikomis (1671), již v generaci jeho synů ale vypukl další spor o dědictví, protože mladší syn Leopold se nespokojil s roční apanáží 3 000 zlatých. V soudním sporu získal Leopold panství Veliš (1685), které ale vzápětí na základě předkupního práva získal zpět jeho starší bratr František Josef (1688). Ten také průběžně až do konce života drobnými nákupy dále své východočeské dominium rozšiřoval, takže ke spojenému panství Veliš-Kopidlno nakonec patřilo bezmála padesát vesnic. Leopold mezitím získal panství Radim u Kolína, kvůli dluhům ale o tento majetek rodina přišla již v roce 1750.
K dalšímu zásadnímu zásahu do držav Šliků došlo ve 20. století. Po smrti Ervína Šlika (1852–1906) byl právoplatným dědicem jeho mladší bratr František (1854–1925), který však měl nerovnorodou manželku Berthu Roxer, potomstvo s ní měl navíc ještě před uzavřením sňatku. Jejich potomstvo bylo sice uznáno za právoplatné, vzdálení příbuzní ale u soudu zpochybnili Františkův dědický nárok na fideikomis. V roce 1912 získal velkostatek Veliš-Kopidlno o rozloze přes 8.500 hektarů půdy příbuzný rakouský rod Weissenwolffů. František Šlik obhájil nárok pouze na Jičíněves, která nebyla součástí fideikomisu. Jičíněves spolu s Vokšicemi byly Šlikům zkonfiskovány v roce 1948 a v restitucích po roce 1989 je získali zpět.
Současným majitelem zámku v Jičíněvsi (2019) je Andreas (Graf von Schlik, * 1977), vnuk Františka Schlika (1914–2005), a majitelkou zámku ve Vokšicích je Margareta (* 1950), dcera Zikmunda Schlika (1916–1988). Rodině patří i pozemek se zbytky hradu Veliš a rodinná hrobka u hřbitova ve Veliši. Tu v roce 1926 postavil Václav Weinzettl a je v ní údajně uložena i lebka Jáchyma Šlika, popraveného v roce 1621 na Staroměstském náměstí. Nápis na hrobce: VERA DEO ACCEPTOS NOS FACIT ESSE FIDES (Bohem přijatými se stáváme opravdovou vírou).

## Významné osobnosti rodu
- Kašpar (kolem 1396–1449), kancléř Svaté říše římské
- Mates Šlik († 1487), zakladatel tří rodových linií jeho tří synů: z původní rodiny Loketské se vyděluje linie Falknovská a Jáchymovská
- Štěpán (1487–1526), zakladatel Jáchymova
- Albrecht (kolem 1490–1555), zemský fojt v Dolní Lužici
- Jáchym (1525–1572), prezident české komory
- Jeroným (1556 nebo 1557–1612), poslední majitel jáchymovských stříbrných dolů
- Jáchym Ondřej (1569–1621), jeden z vůdců protestantských stavů v Čechách, první z popravených na Staroměstském náměstí
- Jindřich (1580–1650), císařský polní maršál a prezident Dvorské válečné rady
- František Arnošt (po 1623–1675), zakladatel fideikomismu
- František Josef (1656–1740), prezident české komory
- Leopold Antonín (1663–1723), rakouský generální válečný komisař a polní maršál, nejvyšší kancléř Českého království
- František Jindřich I. (1696–1766), nejvyšší maršálek Českého království
- Josef Jindřich (1751–1806), rakouský vyslanec v Kodani, nejvyšší komorník Českého království
- František Jindřich II. (1789–1862), rakouský generál jezdectva, guvernér v Krakově, majitel fideikomisu v letech 1806–1862
- Ervín (1852–1906), hlava rodu a majitel fideikomisu v letech 1862–1906, dědičný člen Panské sněmovny
- František (1854–1925), hlava rodu v letech 1906–1925
- František Jindřich (1914–2005), hlava rodu v letech 1957–2005
- Zikmund (1916–1988), jeden ze signatářů Národnostního prohlášení české šlechty v roce 1939, po roce 1948 zůstal v Československu
- Jindřich František (1916–2004), český velkopřevor Maltézského řádu (1996–2002)

## Erb

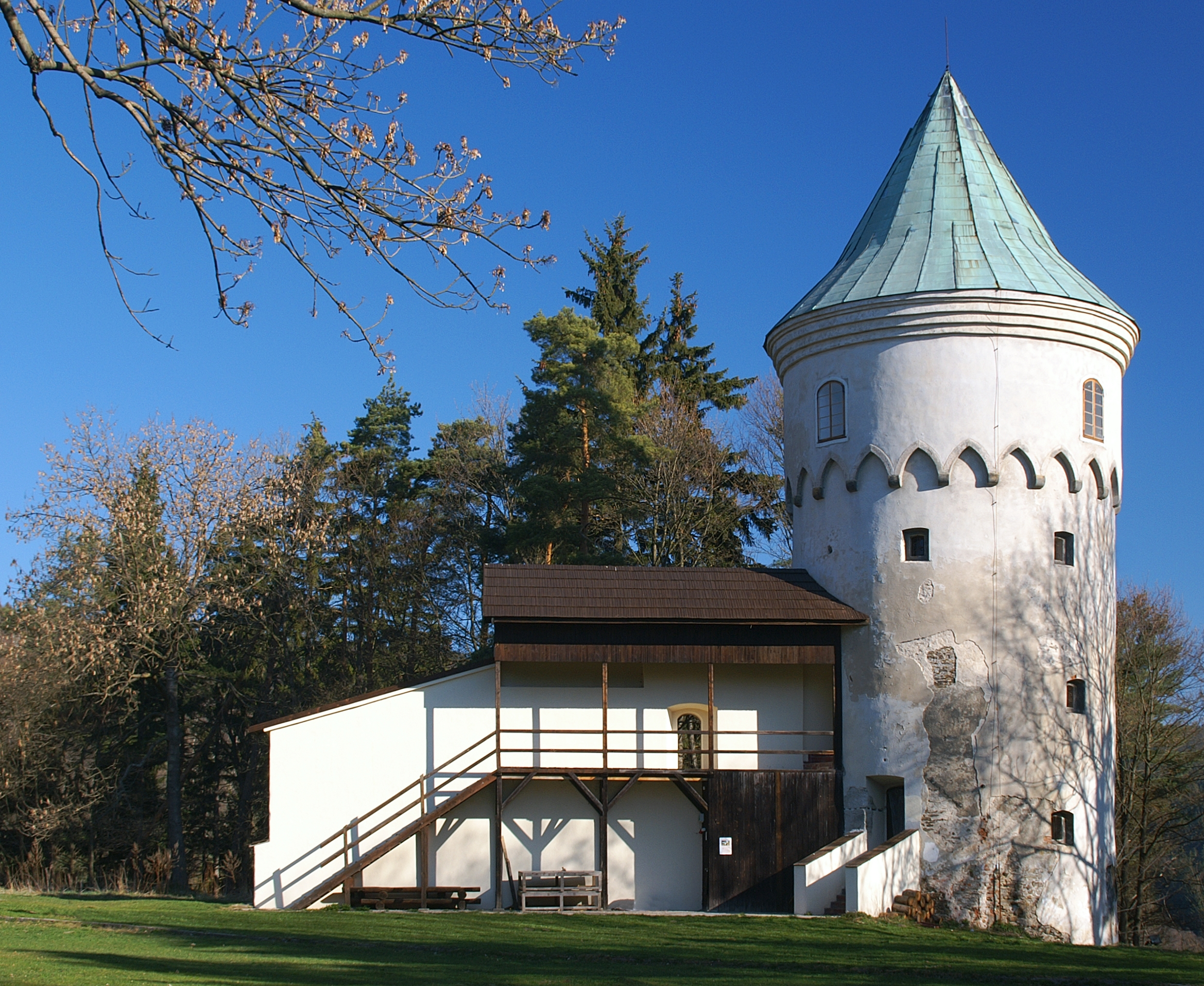
Zbytky Šlikova hrádku

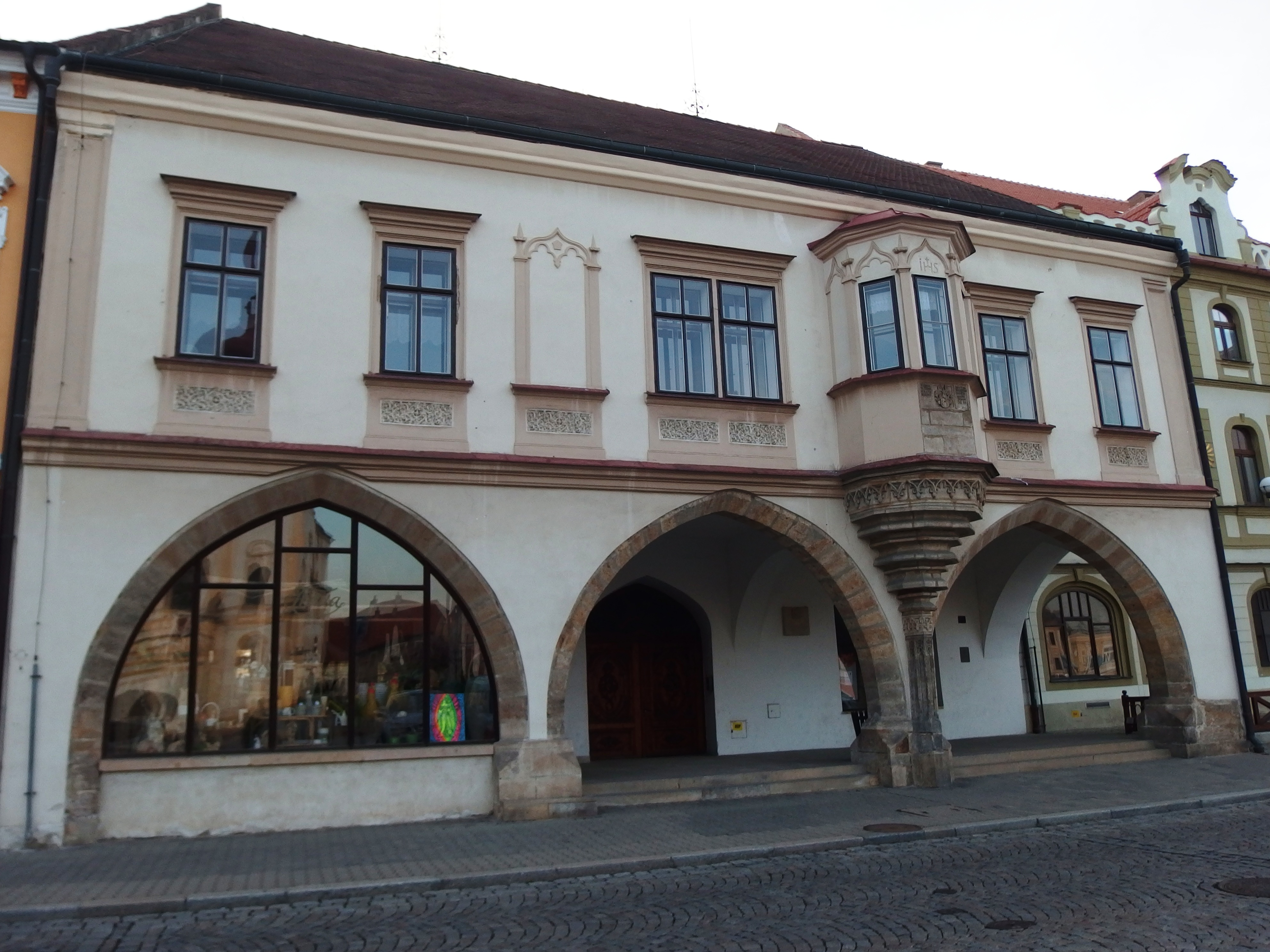
Kadaň, Šlikovský dům

V původním erbu měli červené pole dělené stříbrným klínem a v každém poli kroužek. V modrém poli se nacházel znak hrabství Holíče, což byl zlatý lev držící kostel. V srdečním štítku stojí červení lvi, kteří podpírají sloup.

## Další zajímavosti
Se jménem rodu Šliků jsou spojena některá další místa:
- v 16. století jim patřil hrad Freudenstein (též Šlikův hrádek) u Jáchymova a také Šlikovský dům v Kadani
- v 17. a 18. století patřil rodině Šlikův palác v Praze na Pohořelci
- na konci 18. století byla z popudu rodiny založena Šlikova Ves, část obce Podhradí na Jičínsku
- v letech 1856–58 byl vybudován nájemný Šlikovský palác ve Vídni

Na druhou stranu sice rod používal predikát z Holíče a Pasounu, ale ani ve slovenské Holíči, ani v severoitalském Bassanu žádné reálné stopy po působení tohoto rodu nejsou.